# Jonathan D. Gray
Jonathan D. Gray (Highland Park, 4 febbraio 1970) è un dirigente d'azienda e miliardario statunitense, presidente e direttore operativo della Blackstone Group, una società di gestione patrimoniale con sede a New York.

## Biografia
Nato a Highland Park, Illinois, suo padre Allen Gray era un consulente per gli investimenti, sua madre Susan, risposata con il patrigno James Florsheim, gestiva un'attività di ristorazione. I suoi genitori divorziarono quando era giovane. Nel 1992, Gray si è laureato presso la University of Pennsylvania.

## Carriera
Nel 1992, Gray si unì alle fusioni e acquisizioni di Blackstone e al gruppo di private equity, gli fu offerta una posizione nel gruppo di private equity immobiliare. È stato nominato co direttore del gruppo immobiliare nel 2005 e nominato capo globale degli immobili nel 2011. 
Oggi, il business immobiliare di Blackstone è il più grande gestore opportunistico di investimenti immobiliari al mondo con $ 111 miliardi di capitale investito gestito, che comprende un fondo immobiliare globale da $ 16 miliardi e un fondo europeo da $ 9 miliardi.
In quanto capo globale del settore immobiliare, Gray supervisionava un portafoglio diversificato che comprende hotel, uffici, negozi, proprietà industriali e residenziali negli Stati Uniti, in Europa e in Asia. Gray è stato nominato in "40 under 40" di Fortune nel 2009. Nel 2016, si è classificato al primo posto nella classifica "Power 100" di Commercial Observer tra le persone più potenti nel settore immobiliare di New York City. Nel novembre 2016, è stato riferito che Gray è stato preso in considerazione come Segretario del Tesoro per l'amministrazione presidenziale in arrivo di Donald Trump. 
Nel febbraio 2018, fu annunciato che Gray sarebbe diventato presidente e direttore operativo di Blackstone, in sostituzione di Hamilton "Tony" James.

## Vita privata
Nel 1995, Gray sposò Mindy Basser al Temple Beth Zion Israel a Filadelfia; la cerimonia è stata svolta dal rabbino Ira F. Stone. Vive a Manhattan con sua moglie e le loro quattro figlie, Margo, Emma, Stella e Tess. Nel 2019, sul suo patrimonio netto è stimato a circa  3,8 miliardi USD
Nel 2016, Gray è stato nominato nella lista "New Establishment" di Vanity Fair.